# Hermies
Hermies é uma comuna francesa na região administrativa de Altos da França, no departamento de Pas-de-Calais. Estende-se por uma área de 13,05 km². Em 2010 a comuna tinha 1 225 habitantes (densidade: 93,9 hab./km²).